# Мала Крутишка
Мала Крутишка (рос. Малая Крутишка) — присілок у Сузунському районі Новосибірської області Російської Федерації.
Входить до складу муніципального утворення Шайдуровська сільрада. Населення становить 259 осіб (2010).

## Історія
Згідно із законом від 2 червня 2004 року органом місцевого самоврядування є Шайдуровська сільрада.

## Населення
| 2002 | 2007 | 2010 |
| ---- | ---- | ---- |
| 278  | ↗279 | ↘259 |